# Chamaeza
Chamaeza és un gènere d'ocells de la família dels formicàrids (Formicariidae).

## Taxonomia
Segons la Classificació del Congrés Ornitològic Internacional (versió 14.2, 2024) aquest gènere està format per 6 espècies:
- Chamaeza campanisona - remenafulles campaner
- Chamaeza nobilis - remenafulles noble
- Chamaeza meruloides - remenafulles críptic
- Chamaeza ruficauda - remenafulles cua-rogenc
- Chamaeza turdina - remenafulles turdí
- Chamaeza mollissima - remenafulles barrat